# Гермиона Грейнджер
Гермио́на Джин Гре́йнджер (англ. Hermione Jean Granger, [hərˈmaɪ.ən ˈdʒiːn ˈɡreɪndʒər]; в народном переводе Эрмиона Грангер) — одна из главных героинь цикла романов о Гарри Поттере наряду с её однокурсниками Гарри Поттером и Роном Уизли. Ученица школы Хогвартс, талантливая молодая волшебница, вундеркинд.

## Общие сведения
- Имя: Гермиона Джин Грейнджер
- Особые приметы: пышные, непослушные волосы; несколько длинные, позже — аккуратные передние зубы, карие глаза. На руке шрам в виде слова «Грязнокровка», оставленный Беллатрисой во время пыток в поместье Малфоев.
- Необычные возможности: волшебница; наиболее подготовленная в области магических заклинаний, зелий и истории на своём курсе, несмотря на то, что рождена маглами. Умеет превосходно трансгрессировать.
- Учёба в Хогвартсе: 1991—1997; вскоре после событий последней книги вернулась в Хогвартс и завершила обучение за оставшийся год.
- Факультет: Гриффиндор (Распределяющая шляпа предлагала поступить в Когтевран[3]).
- Волшебная палочка: виноградная лоза и сердечная жила дракона, 10¾ дюйма[2].
- Патронус: выдра.
- Родители: маглы, имя отца точно не известно (возможно, Хьюго) , мать — Джин, по профессии — врачи-стоматологи.
- Семейное положение: после событий, описанных в книгах, вышла замуж за Рона Уизли.
- Дети: Роза и Хьюго Грейнджер-Уизли.

## Имя
Имя «Гермиона» имеет греческое происхождение и связано с именем бога Гермеса. В античной мифологии Гермиона (греч. Ερμιόνη) — имя дочери спартанского царя Менелая и Елены Прекрасной. Роулинг, однако, позаимствовала это имя не из греческого мифа, а из «Зимней сказки» Шекспира, где это имя носит королева, мать потерянной принцессы Утраты. Писательница специально выбрала редко встречающееся имя, чтобы тёзок книжной героини не дразнили в школах.

## Роль в книгах

### Книга первая.Гарри Поттер и философский камень
Гарри и Рон едут на Хогвартс-Экспрессе и встречают Гермиону. Они признают её слишком умной, всезнайкой. В Хогвартсе они поначалу постоянно ссорятся с ней из-за её трепетного отношения к правилам.
Во время Хэллоуина происходит ещё одна стычка из-за того, что Грейнджер «слишком много знает». Однако в этот же день Гарри и Рон, нарушив при этом приказ расходиться по спальням, спасают её от четырёхметрового горного тролля. Гермиона всю вину берёт на себя, и у троицы налаживаются хорошие отношения. Ребята с этого момента становятся лучшими друзьями.
Гермиона помогает Гарри отправить Норберта, дракона Хагрида, к Чарли, брату Рона. При этом они с другом нарушают правила школы и зарабатывают наказание в Запретном лесу.
Когда все трое отправляются на поиски Философского камня, Гермиона выручает друзей из объятий дьявольских силков — скользкого ползучего растения — и решает загадку Снегга, основанную не на волшебном знании, как все предыдущие заклятия охраны философского камня, а на чистой логике.
На банкете по случаю конца учебного года Гермиона получает 50 дополнительных очков за «умение использовать холодную логику перед лицом пламени».

### Книга вторая.Гарри Поттер и Тайная комната
Гермиона появляется в третьей главе книги, когда Гарри приезжает в «Нору», дом семейства Уизли.
Когда Гарри, Рон и Гермиона решают создать Оборотное зелье, Грейнджер, используя лесть, получает у Локонса разрешение взять в библиотеке книгу «Сильнодействующие зелья». В дальнейшем Гарри и Гермионе удаётся выкрасть ингредиенты из кабинета Снегга. Гермиона берёт для зелья волос с пиджака Миллисенты Булстроуд из Слизерина, с которой она дралась в дуэльном клубе. Но это оказывается кошачий волос, и девочка превращается в получеловека-полуживотное, после чего ей приходится долго лечиться.
Позднее на Гермиону совершается нападение, и она цепенеет, как и предыдущие жертвы монстра Тайной комнаты. Однако она побывала перед этим в библиотеке и сделала вывод, что чудовище — это змей василиск. Страница, вырванная из книги о василиске, была найдена у неё в оцепеневшей руке, и оказалось, что Гермиона написала на ней слово «трубы». Друзья поняли из этого, что чудовище Тайной Комнаты передвигается по трубам канализации. Впоследствии преподаватель травологии профессор Стебль сделала отвар из мандрагор и оживила всех жертв василиска, в том числе и Грейнджер.
Из-за многочисленных жертв нападений и, соответственно, неподготовленности пострадавших студентов, экзамены отменяются, и Гермиона очень расстроена.

### Книга третья.Гарри Поттер и узник Азкабана
На каникулах Гермиона едет с родителями во Францию и посылает Гарри на день рождения подарок — набор по уходу за метлой.
В Косом переулке Грейнджер встречает Рона, затем и Гарри. В «Волшебном зверинце» покупает кота Живоглота (хотя первоначально планировала купить сову).
В Хогвартсе Грейнджер получает от Макгонагалл, декана их факультета, маховик времени, с помощью которого ей удаётся посещать «одновременно» все интересующие её учебные предметы (несмотря на накладки в расписании). С первого же занятия у Гермионы начинает развиваться неприязнь к прорицаниям. В итоге, поругавшись с профессором Трелони, она бросает изучение этого предмета.
На Рождественских каникулах Гермиона узнаёт, что Гарри подарили лучшую в мире метлу — «Молнию». Она подозревает, что метлу мог прислать Сириус Блэк, наложив на неё кучу смертоносных заклятий, и рассказывает о подарке профессору Макгонагалл. Та забирает метлу у Гарри. Из-за этого у друзей происходит очередная ссора, но вскоре метлу, исследовав, возвращают. Рон думает, что Живоглот съел его крысу, которая внезапно исчезла, и обижается на девочку, в результате они не общаются несколько недель. Гермионе одиноко, она часто ходит плакать к Хагриду и попутно помогает тому подготовиться к защите Клювокрыла в суде. После вынесения Клювокрылу смертного приговора мирится с Роном и в тот же день бьёт Малфоя по лицу за насмешки над Хагридом.
Гермиона — единственная из учеников, кто догадывается, что профессор Люпин оборотень, но никому об этом не говорит, даже Гарри и Рону. В конце года Гермиона блестяще сдаёт экзамены, только на экзамене по Защите от тёмных искусств не может справиться с боггартом (он принял облик профессора Макгонагалл, сказавшей, что Гермиона «всё завалила»). Позже с помощью маховика времени возвращается с Гарри на несколько часов в прошлое, чтобы спасти Клювокрыла и Сириуса.

### Книга четвёртая.Гарри Поттер и Кубок огня
На четвёртом курсе Гермиона начала усиленно заниматься общественной деятельностью: она создала организацию Г. А. В. Н. Э. (Гражданскую Ассоциацию Восстановления Независимости Эльфов), деятельность которой была направлена на защиту прав домашних эльфов. Гарри и Рону её затея не нравилась (примерно так же, как и название организации), но они вели себя сдержанно и дипломатично.
Гермиона помогает Гарри в некоторых испытаниях Турнира Трёх Волшебников. Она мирит Рона и Гарри, когда те поругались, но вскоре сама ссорится с Роном. На Святочный бал идёт с Виктором Крамом, ловцом болгарской сборной по квиддичу. В конце года он приглашает её к себе на летние каникулы.

### Книга пятая.Гарри Поттер и Орден Феникса
На пятом курсе Гермиона стала старостой Гриффиндора. Она предложила Гарри создать «Отряд Дамблдора» и сыграла главную роль в сокрытии и защите организации. Гермиона придумала фальшивые галеоны для того, чтобы члены ОД могли по ним узнавать дату нового собрания. Также Гермиона спасла Гарри от пытки заклятием Круциатус.
Во время битвы в Министерстве Гермиона была поражена заклятием Антонина Долохова и на долгое время потеряла сознание (в фильме сражается вместе со всеми до появления мракоборцев).

### Книга шестая.Гарри Поттер и Принц-полукровка
Гермиона негативно относится к учебнику Принца-Полукровки и пытается выяснить, кому именно принадлежала книга. На отборочных испытаниях по квиддичу она накладывает на семикурсника Кормака Маклаггена заклятие Конфундус и тем самым способствует назначению Рона в команду на место вратаря. Проявляет интерес к Рону Уизли, но тот не замечает этого и начинает встречаться с Лавандой Браун. Грейнджер в отместку идёт на званый ужин к Горацию Слизнорту с Маклаггеном, но расстаётся с ним. Почти выясняет, кем является Принц-Полукровка, найдя информацию о студентке Эйлин Принц, но не выяснив до конца, что она была матерью Снегга.

### Книга седьмая.Гарри Поттер и Дары Смерти

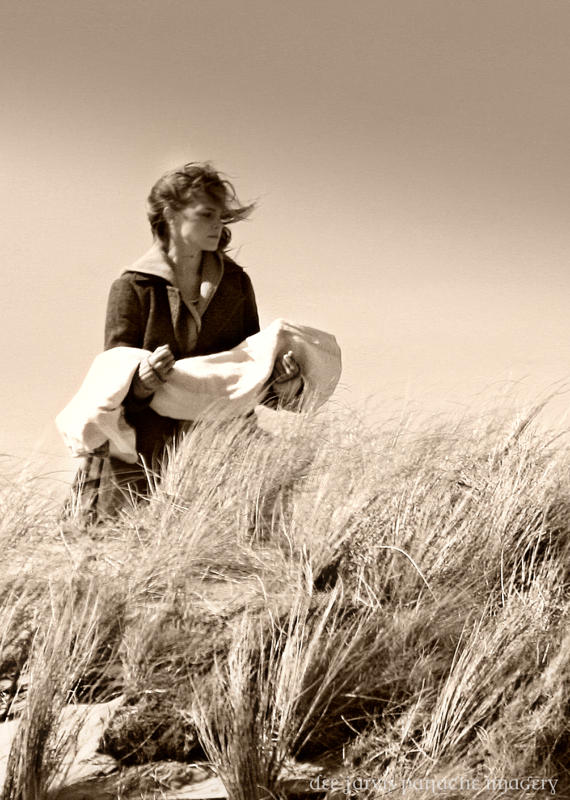
Эмма Уотсон в роли Гермионы на съёмках последнего фильма

Гермиона не едет учиться в Хогвартс, а отправляется вместе с Гарри и Роном на поиски крестражей. Она спасает жизнь Гарри при встрече со змеёй Нагайной. В первый раз целуется с Роном Уизли. Сражается в битве за Хогвартс, в начале которой уничтожает клыком василиска крестраж — чашу Пенелопы Пуффендуй.

### Дальнейшая судьба
После вышеописанных событий отправилась в Австралию и вернула родителям память. Позже вернулась домой вместе с ними.
Гермиона начала свою трудовую карьеру с Отдела регулирования и контроля за магическими существами, где способствовала значительному улучшению жизни эльфов-домовиков и их собратьев. Потом перешла (несмотря на своё заявление Руфусу Скримджеру) в Отдел магического правопорядка, где занималась искоренением несправедливых законов, защищающих только чистокровных магов.
Вышла замуж за Рона Уизли. У них двое детей — дочь Роза и сын Хьюго.

## Описание персонажа
У Гермионы карие глаза и каштановые волосы. Внешность её в книге «Гарри Поттер и философский камень» описана так: «девочка с густыми каштановыми волосами… Её передние зубы были чуть длиннее, чем надо». Однако в книге «Гарри Поттер и Кубок огня» в Гермиону срикошетило пущенное Малфоем в Гарри заклинание «Дантисимус», от которого передние зубы Гермионы выросли чуть ли не до подбородка. В больничном крыле мадам Помфри дала Гермионе зеркало и велела следить, глядя в него, пока зубы не станут прежнего размера. Гермиона подождала немножко больше необходимого, и её зубы стали аккуратными и ровными. Имеет кота Живоглота (в других переводах — Косолапсус), которого купила на деньги, полученные на день рождения от родителей. Именно Живоглот первым узнал в крысе Рона Питера Петтигрю.
Гермиона очень любит учиться и уделяет этому много времени. Иногда бывает слишком высокомерной и чрезмерно гордится своими успехами в учёбе. Честолюбива, на уроках всегда старается ответить первой и выделиться своими знаниями, за что многие не без оснований считают её всезнайкой. В глазах окружающих со своим фанатичным стремлением к порядку и дисциплине выглядит излишне правильной и занудной, и за это над ней часто смеются. Говорит несколько назидательно и многословно, не теряя, однако, логики (что особенно заметно в первых книгах). Письма пишет так же: длинными предложениями со множеством запятых. Её письменные работы всегда оказываются более объёмными, чем было задано. Однако первое впечатление о ней оказывается неверным: действительно, соблюдение формальных правил и успехи в учёбе для неё много значат, но можно со всей уверенностью сказать, что у неё есть гораздо более значимые ценности и идеалы. Она высоко ценит справедливость.
В книге «Гарри Поттер и Орден Феникса» Гермиона признаётся, что Распределяющая шляпа предлагала ей выбрать факультет Когтевран, где учились самые умные студенты.
Гермиона регулярно помогает в учёбе Гарри и Рону, объясняет им материал, даёт читать свои конспекты и даже (весьма неохотно) разрешает списывать домашние задания. Часто они признаются, что без Гермионы им было бы гораздо сложней учиться, и её помощь очень важна для них.
Гермиона — храбрая и отважная девочка, которая всегда готова прийти на помощь друзьям. Тем не менее, одно из её слабых мест — неумение действовать в нестандартной ситуации, когда нужно быстро принимать решение. С годами и эта её черта меняется. Можно сказать, что цепкая наблюдательность Гермионы постепенно дополняется умением быстро ориентироваться в обстановке. Если ей дать хотя бы минутку спокойно подумать, она найдёт наилучшее решение. Это особо ярко проявилось в книге «Гарри Поттер и Дары Смерти». Когда скрытые чужими личинами Гарри, Рон и Гермиона выкрадывают медальон Слизерина, она единственная, кто сообразил создать копию медальона, чтобы Долорес Амбридж не заметила пропажу; Гермиона буквально в последнюю секунду трансгрессирует себя и Гарри из дома Батильды Бэгшот, спасаясь из лап Волан-де-Морта; когда ребята покидали выдавшего их Пожирателям смерти Ксенофилиуса Лавгуда, Гермиона гениально решает несколько задач сразу: прячет Рона под мантией-невидимкой (тем самым оберегая семью Уизли от расследования), стирает память мистера Лавгуда об их визите и на короткий миг показывает преследователям Гарри Поттера, спасая тем самым отца и дочь Лавгудов от расправы Пожирателей за «ложный вызов». Так же быстро она под пытками Беллатрисы в особняке Малфоев придумывает скла́дную историю о поддельном мече Гриффиндора.
Джоан Роулинг призналась, что Гермиона во многом на неё похожа. Патронус Гермионы — выдра, а это любимое животное Роулинг. Второе имя Гермионы, Джин (фигурирует в книге «Гарри Поттер и Дары Смерти» при оглашении завещания Альбуса Дамблдора), — женский вариант имени «Джон», так же как и Джоан, имя Роулинг.
Родители Гермионы — маглы (по профессии стоматологи) и она, соответственно, маглорождённая волшебница.

## Критика и отзывы
- Гермиона заняла 32-е место в рейтинге «99 самых горячих вымышленных женщин» на портале UGO. Её киновоплощение назвали одним из лучших персонажей серии фильмов, невероятно умной, готовой на всё ради друзей, а также очень женственной[6].

## В других произведениях
Гермиона — одно из основных действующих лиц в фанфике Элиезера Юдковского «Гарри Поттер и методы рационального мышления».